# مهناز ذکایی
مهناز ذکایی (زادهٔ ۲۲ آبان ۱۳۶۸) داور فوتبال اهل ایران است. وی در مسابقات لیگ برتر فوتبال زنان ایران و همچنین مسابقات بین‌المللی تحت نظر کنفدراسیون فوتبال آسیا داوری می‌کند. او همچنین از سال ۲۰۱۸ در لیست داوران بین‌المللی فیفا قرار دارد.

## قضاوت‌های بین‌المللی
ذکایی به عنوان یکی از سه داور زن بین‌المللی فوتبال ایران، در مسابقاتی همچون قهرمانی زیر ۱۶ سال دختران آسیا و مقدماتی المپیک تابستانی قضاوت کرده‌است. وی همچنین به عنوان داور وسط در مسابقات جام ملتهای زنان آسیا ۲۰۲۲ داوری کرده‌است.
او همچنین در سال ۲۰۱۹ به دعوت فدراسیون فوتبال آلمان در فستیوال بین‌المللی دیسکاور حضور پیدا کرد.